# Hesperochroa multiscripta
Hesperochroa multiscripta là một loài bướm đêm trong họ Noctuidae.